# Orthogonia postmedealis
Orthogonia postmedealis là một loài bướm đêm trong họ Noctuidae.